# Hoțul prinde hoțul!
Hoțul prinde hoțul! (titlu original: Crash and Burn) este un film american de televiziune din 2008 regizat de Russell Mulcahy și scris de Frank Hannah și Jack LoGiudice. Rolurile principale au fost interpretate de actorii Erik Palladino, Michael Madsen și Heather Marie Marsden, având premiera pe Spike TV la  30 martie 2008.

## Distribuție
- Erik Palladino - Kevin Hawkins
- Michael Madsen - Vincent Scaillo
- David Moscow - Hill Dorset
- Heather Marie Marsden - Penny Middleton
- Peter Jason - Winston Manny
- Owen Beckman - Benny Dorset Tommy